# Creobroter laevicollis
Creobroter laevicollis är en bönsyrseart som beskrevs av Henri Saussure 1870. Creobroter laevicollis ingår i släktet Creobroter och familjen Hymenopodidae. Inga underarter finns listade i Catalogue of Life.